# Good Fortune
Pour plus de détails, voir Fiche technique et Distribution.
Good Fortune est un film américain réalisé par Aziz Ansari et dont la sortie est prévue en 2025.

## Synopsis
Gabriel est un ange gardien low cost. Un jour, il remarque Arj, un homme très malchanceux. Ce dernier enchaine les petits boulots pour un riche homme d'affaires mondain, Jeff, qui mène quant à lui une vie de luxe et d'excès. Après de nombreuses déconvenues, Arj touche le fond du gouffre. L'ange intervient alors pour l'aider. Il tente de convaincre Arj qu'être riche comme Jeff ne résoudrait pas ses problèmes. Pour cela, il échange la vie des deux hommes. Mais l'ange échoue dans sa démonstration : alors que les problèmes d'Arj sont résolus par la richesse de Jeff, Gabriel perd ses ailes et est envoyé sur Terre pour vivre parmi les humains. Alors qu'Arj s'empare du corps et des moyens de son patron, Gabriel devient alors colocataire de Jeff, qui a lui aussi tout perdu.

## Fiche technique
Sauf indication contraire, les informations mentionnées dans cette section peuvent être confirmées par les bases de données cinématographiques IMDb et Allociné,  présentes dans la section « Liens externes ».
- Titre original : Good Fortune
- Réalisation et scénario : Aziz Ansari
- Musique : Carter Burwell
- Direction artistique : Danielle Levesque
- Décors : Kay Lee
- Costumes : April Napier
- Photographie : Adam Newport-Berra
- Montage : Daniel Haworth
- Production : Aziz Ansari, Brady Fujikawa, Anthony Katagas, Alan Yang et David Koplan
- Sociétés de production : Garam Films, Oh Brudder Productions, Keep Your Head et Yang Pictures<
- Société de distribution : Lionsgate Films (États-Unis)
- Budget : N/A
- Pays de production :  États-Unis
- Langue originale : anglais
- Format : couleur
- Genre : comédie, fantastique
- Dates de sortie[1] :
  - États-Unis : 17 octobre 2025 Date sujette à modification

## Distribution
- Seth Rogen : Jeff
- Aziz Ansari : Arj
- Keke Palmer
- Sandra Oh : Martha
- Keanu Reeves : Gabriel
- Sherry Cola
- Stephen McKinley Henderson

## Production

### Genèse et développement

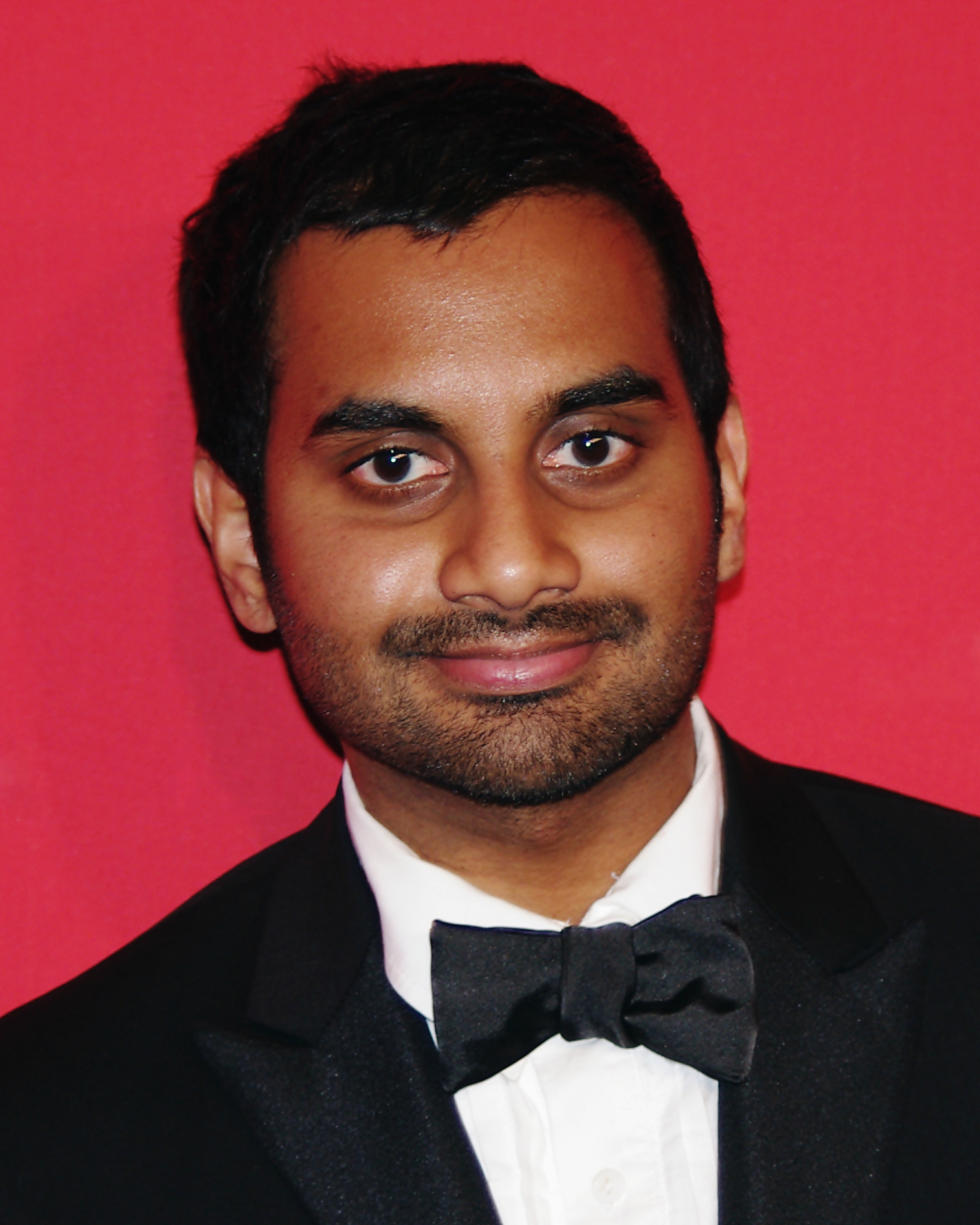
Aziz Ansari ici en 2012

Après l'arrêt en plein tournage de son premier long métrage, Being Mortal (en raison du comportement de Bill Murray), Aziz Ansari se lance dans un nouveau projet comme réalisateur, Good Fortune,,.  L'acteur a pour ambition de d'apporter une touche dramatique dans  une comédie destinée aux salles obscures. Croyant en la viabilité d'un tel film, il cite Barbie (2023) comme exemple. Il espérait par ailleurs qu'avoir une comédie classée R dans les cinémas prouverait à la fois la viabilité du genre et du format.

### Attribution des rôles
En avril 2023, Keanu Reeves et Seth Rogen sont confirmés dans les rôles principaux, alors que le tournage doit débuter en mai. Après l'abandon de son projet Being Mortal, Aziz Ansari déclare qu'il a tout de suite voulu se remettre au travail et a contacté son ami Seth Rogen pour lui présenter une ébauche du script de Good Fortune. Deux heures plus tard, Seth Rogen l'a rejoint. Seth Rogen fera ensuite quelques suggestions sur le scénario.
En janvier 2024, il est révélé que Keke Palmer participe au film,. En avril 2024, la présence de Sandra Oh est confirmée.

### Tournage
Le tournage devait initialement débuter en mai 2023 à Los Angeles,, avant que soit lancée la grève de la Writers Guild of America,. En novembre, il est révélé que les prises de vues devraient avoir lieu courant 2024. En janvier 2024, Keke Palmer annonce sur Instagram que le tournage a commencé,.
Deux semaines après le début du tournage, des photographies de Keanu Reeves sur le plateau avec des béquilles et une poche de glace sur son genou gauche commencent à circuler sur Internet, En juillet 2024, il est confirmé que l'acteur s'est bien blessé sur le plateau de Good Fortune. Dans le Late Show de Stephen Colbert, Keanu Reeves s'explique :

« Je tournais une scène avec Aziz Ansari et Seth Rogen et nous étions dans un jacuzzi glacé. Tout allait bien, et on a terminé la scène. Mais, vous savez quand le froid vous fait traîner des pieds ? Là, j’étais en maillot, et je courais un peu pour me réchauffer dans une pièce avec par terre, plein de tapis de protection et, juste ici, il y avait comme une petite poche. Mon pied s'est pris dans un espace entre deux tapis pendant que je courais. Je suis tombée, mais [mon genou] n'a pas suivi. Ça s'est passé un peu au ralenti : mes bras ont touché le sol, mais mon genou a pris un peu plus de temps, puis il s’est fiché dans le sol. Et ma rotule a craqué comme une chips. »

Le tournage est un temps reporté, jusqu'à la guérison du genou de l'acteur.

## Sortie et accueil
Good Fortune sortira dans les salles américaines le 17 octobre 2025,.